# Omnium in mentem
Omnium in mentem je apostolsko pismo u obliku motuproprija pape Benedikta XVI. koji je objavljen 26. listopada 2009. godine.
Dokumentom su izmijenjeni kanoni 1008., 1009., 1086., § 1, 1117. i 1124. Zakonika kanonskog prava. Dva kanona odnose se na sakrament svetog reda te tri na sakrament ženidbe.

### Članci
- Marković, Ilija. 2018. Izmjene kanona Zakonika kanonskog prava iz 1983.: Od motu proprija Ad tuendam fidem do motu proprija Magnum principium. Vrhbosnensia. Univerzitet u Sarajevu – Katolički bogoslovni fakultet. Sarajevo. 22 (1): 117–151